# Мейрид Корріган
Марейд Корріган — британська миротвориця, лауреатка Нобелівської премії миру 1976 року (з Бетті Вільямс), співзасновниця Товариства людей миру (Community of Peace People), діяльність якого сприяла мирному врегулюванню кривавого конфлікту в Північній Ірландії.

## Біографія
Батько Ендрю Корріган — підрядник з миття вікон, мати — домогосподарка. У Корріган п'ять сестер і два брати. Освіту здобула в початковій школі Св. Вінсента (католицьку), 1 рік провчилася в комерційному коледжі Міс Гордон. 
З 16 років працювала в різних організаціях стенографісткою. 
10 серпня 1976 року трьох її племінників випадково вбили при перестрілці між британськими військовими та бойовиками ІРА (машина одного з бойовиків ІРА Денні Леннона, смертельно пораненого британськими військовими, задавила дітей на смерть). Мати дітей, сестра Марейд Анна Маґвайр, згодом в 1980 році покінчила життя самогубством в Новій Зеландії.
У вересні 1981 одружилася з Джекі Магуайром, колишнім чоловіком її загиблої сестри. Стала мачухою трьох дітей і матір'ю двох власних.

## Активізм
У 1973 році вона здійснила подорож до СРСР, де взяла участь в роботі над фільмом про релігію в комуністичному суспільстві. 
Загибель племінників стала поворотним моментом в житті Корріган. Шокована подією, Корріган спільно з Бетті Вільямс, випадковою свідкою цієї трагедії, організувала мирний марш проти насильства в Північній Ірландії. Незабаром вона з журналісткою Кьяран Маккеон створила Товариство людей миру, діяльність якого була відзначена в тому ж році Нобелівським комітетом. У 1978 році всі три засновниці спільноти покинули свої пости, щоб дати можливість новим активісткам проявити себе.
Після цього, здійснюючи миротворчу діяльність, Корріган відвідала понад 25 країн світу, зустрічалася з багатьма політичними та релігійними лідерами. У 1990 році нагороджена премією Pacem in Terris. У 1993 році разом з 6 іншими нобелівськими лауреатами здійснила подорож до Таїланду, намагаючись проникнути до М'янми і організувати акцію протесту проти арешту Аун Сан Су Чжі — лауреатки нобелівської премії миру 1991 року.
Будучи противницею блокади Сектору Гази, у травні 2010 року Корріган супроводжувала Флотилію свободи в рейсі до сектора. Ізраїль заборонив їй в'їжджати в країну протягом 10 років і депортував її після того, як вона в жовтні того ж року приземлилася в аеропорту Тель-Авіва. У березні 2014 року Корріган разом з групою колег-правозахисників затримали в аеропорту Каїра і вислали з Єгипту.
Брала участь в русі проти війни в Іраку. Висловлювалася на підтримку руху «Оккупай», Джуліана Ассанджа і Бредлі Меннінга.

### Про вручення премії Бараку Обамі
У жовтні 2009 року стало відомо про присудження Нобелівської премії миру президентові США Бараку Обамі за зусилля зі створення світу без ядерної зброї і формування нового клімату в міжнародній політиці. Корріган заявила з цього приводу, що премію Обамі було присуджено «незаслужено», бо він ще не довів, «що він серйозно налаштований щодо Близького Сходу, що він покладе край війні в Афганістані і вирішить ще багато інших проблем».